# Liste des chapitres de M×Zero
Voici la liste des chapitres du manga M×Zero, regroupés par tome. Ces livres sont édités en France chez Tonkam.

## Liste des chapitres
| no | Japonais         | Japonais          | Français          | Français          |
| no | Date de sortie   | ISBN              | Date de sortie    | ISBN              |
| --- | ---------------- | ----------------- | ----------------- | ----------------- |
| 1 | 2 novembre 2006  | 978-4-08-874277-9 | 7 novembre 2007   | 978-2-7595-0057-4 |
| Liste des chapitres : M : 1 : Un lycée magique !? (魔法学校!?, Mahō gakkō!?) M : 2 : Kuzumi Taiga est Taiga Kuzumi !? (クズミタイガはタイガクズミ?, Kuzumi Taiga wa Taiga Kuzumi?) M : 3 : Le début de la vie scolaire !? (学園生活スタート!?, Gakuen seikatsu SUTĀTO!?) M : 4 : Évasion !? (脱出!?, Dasshutsu!?) M : 5 : La formation d'un groupe !? (パーティ結成!?, Pati Kessei!?) M : 6 : Ils sont frères !? (二人は兄弟!?, Futari wa kyōdai!?) M : 7 : 3e heure - Les cours de travaux pratiques (à l'extérieur) (3時間目·魔法実習授業(屋外), San jikanme, mahō jisshū jugyō (okugai)) |                  |                   |                   |                   |
| 2 | 2 mars 2007      | 978-4-08-874321-9 | 9 janvier 2008    | 978-2-7595-0058-1 |
| Liste des chapitres : M : 8 : Où est la Magic Plate !? 1 (プレートよどこへ!?①, PURĒTO yo doko e!? ichi) M : 9 : Où est la Magic Plate !? 2 (プレートよどこへ!?②, PURĒTO yo doko e!? ni) M : 10 : Où est la Magic Plate !? 3 (プレートよどこへ!?③, PURĒTO yo doko e!? san) M : 11 : Une rencontre inattendue (予期せぬお迎え, Yokisenu omukae) M : 12 : Le comité de discipline (生徒会魔法執行部, Seitokai mahō shikkōbu) M : 13 : Discorde (確執, Kakushitsu) M : 14 : Affrontement (対決, Taiketsu) M : 15 : Ces deux-là, à l'époque (あの頃の二人, Ano koro no futari) M : 16 : La volonté de Satoshi (伊勢の意地, Ise no iji) M : 17 : La trêve (一時の和解, Ichiji no wakai) |                  |                   |                   |                   |
| 3 | 2 mai 2007       | 978-4-08-874344-8 | 5 mars 2008       | 978-2-7595-0059-8 |
| Liste des chapitres : M : 18 : M Zéro Plate (M0プレート, EMU ZERO PURĒTO) M : 19 : Les examens de magie 1 (魔法試験①, Mahō shiken ichi) M : 20 : Les examens de magie 2 (魔法試験②, Mahō shiken ni) M : 21 : Les examens de magie 3 (魔法試験③, Mahō shiken san) M : 22 : Les examens de magie 4 (魔法試験④, Mahō shiken yon) M : 23 : Les examens de magie 5 (魔法試験⑤, Mahō shiken go) M : 24 : Les examens de magie 6 (魔法試験⑥, Mahō shiken roku) M : 25 : Les examens de magie 7 (魔法試験⑦, Mahō shiken nana) M : 26 : Les examens de magie - Le final (魔法試験LAST, Mahō shiken RASUTO) M : 27 : La levée de l'interdiction des clubs magiques (魔法部解禁, Mahō-bu kaikin) Bonus : Un matin au lycée Seinagi (聖凪高の朝, Seinagi-kō no Asa) |                  |                   |                   |                   |
| 4 | 4 juillet 2007   | 978-4-08-874386-8 | 7 mai 2008        | 978-2-7595-0060-4 |
| Liste des chapitres : M : 28 : L'équipe d'expédition de Taiga Kuzumi (九澄大賀探険隊, Kuzumi Taiga tanken) M : 29 : Une grotte mystérieuse (妖しい洞窟, Ayashī dōkutsu) M : 30 : Une plante maléfique (魔の花, Ma no hana) M : 31 : Dur d'être un garçon (男はツライよ, Otoko waw tsurai yo) M : 32 : Fin de l'expédition (探険修了, Tanken shūryō) M : 33 : Lucy, la petite canaille (ルーシーはマイペース, Rūshi wa MY PĒSU) M : 34 : Provocation (挑発, Chōhatsu) M : 35 : Mosaïque panique ! (mosaic panic, mozaiku panikku) M : 36 : Class Matchs 1 (クラスマッチ①, KURASU MACCHI ichi) M : 37 : Class Matchs 2 (クラスマッチ②, KURASU MACCHI ni) |                  |                   |                   |                   |
| 5 | 4 septembre 2007 | 978-4-08-874415-5 | 9 juillet 2008    | 978-2-7595-0128-1 |
| Liste des chapitres : M : 38 : Class Matchs 3 (クラスマッチ③, KURASU MACCHI san) M : 39 : Class Matchs 4 (クラスマッチ④, KURASU MACCHI yon) M : 40 : Class Matchs (la pause) (クラスマッチ(インターミッション), KURASU MACCHI (intāmisshon)) M : 41 : Class Matchs 5 (クラスマッチ⑤, KURASU MACCHI go) M : 42 : Class Matchs 6 (クラスマッチ⑥, KURASU MACCHI roku) M : 43 : Class Matchs 7 (クラスマッチ⑦, KURASU MACCHI nana) M : 44 : Class Matchs 8 (クラスマッチ⑧, KURASU MACCHI hachi) M : 45 : Class Matchs 9 (クラスマッチ⑨, KURASU MACCHI kyū) M : 46 : Class Matchs 10 (クラスマッチ⑩, KURASU MACCHI jū) M : 47 : Class Matchs 11 (クラスマッチ⑪, KURASU MACCHI jū-ichi) Bonus : Le cours spécial du lycée Seinagi (聖凪高の特別授業, Seinagi-kō no tokubetsu jugyō) |                  |                   |                   |                   |
| 6 | 2 novembre 2007  | 978-4-08-874436-0 | 24 septembre 2008 | 978-2-7595-0196-0 |
| Liste des chapitres : M : 48 : Class Matchs 12 (クラスマッチ⑫, KURASU MACCHI jū-ni) M : 49 : Class Matchs 13 (クラスマッチ⑬, KURASU MACCHI jū-san) M : 50 : Class Matchs 14 (クラスマッチ⑭, KURASU MACCHI jū-yon) M : 51 : Class Matchs 15 (クラスマッチ⑮, KURASU MACCHI jū-go) M : 52 : Class Matchs - Epilogue (クラスマッチ epilogue, KURASU MACCHI epirōgu) M : 53 : Retour vers le passé 1 (ふりだしに戻る①, Futaridashi ni modoru ichi) M : 54 : Retour vers le passé 2 (ふりだしに戻る②, Futaridashi no modoru ni) M : 55 : Retour vers le passé 3 (ふりだしに戻る③, Futaridashi no modoru san) M : 56 : Retour vers le passé 4 (ふりだしに戻る④, Futaridashi no modoru yon) M : 57 : Retour vers le passé 5 (ふりだしに戻る⑤, Futaridashi no modoru go) |                  |                   |                   |                   |
| 7 | 4 janvier 2008   | 978-4-08-874468-1 | 3 décembre 2008   | 978-2-7595-0197-7 |
| Liste des chapitres : M : 58 : Les soucis de Kokuha Kuzumi (クズミコクハはコクハクズミ, Kuzumi Kokuha wa Kokuha Kuzumi) M : 59 : Le garçon au skate board et la jeune fille a lunettes (スケボー君とメガネちゃん, SUKEBŌ-kun to Megane-chan) M : 60 : Les caraïbes de l'été (1re partie) (夏のオアシス(前編), Natsu no OASHISU (zenpen)) M : 61 : Les caraïbes de l'été (2e partie) (夏のオアシス(後編), Natsu no OASHISU (kōhen)) M : 62 : Vers la maîtrise de la M zéro plate (M0荊の道, EMU ZERO ibara no michi) M : 63 : M zéro fire ! (M0ファイヤー, EMU ZERO FAIYĀ) M : 64 : Le nouveau potentiel de la M zéro plate (M0新たなる旅立ち, EMU ZERO arata naru tabidachi) M : 65 : M zéro fight ! (M0ファイト!, EMU ZERO FAITO!) M : 66 : Annulation de la magie (魔法の消し方, Mahō no keshi kata) M : 67 : Début du 2e trimestre (二学期始動, Ni gakki shidō) |                  |                   |                   |                   |
| 8 | 4 mars 2008      | 978-4-08-874487-2 | 11 mars 2009      | 978-2-7595-0277-6 |
| Liste des chapitres : M : 68 : À propos de Taiga Kuzumi (九澄という男, Kuzumi to iu otoko) M : 69 : Le pouvoir de la M zéro dévoilé !? (M0の正体!?, EMU ZERO no shōtai!?) M : 70 : Un bureau rien que pour nous deux (2人(?)の分室, Futari (?) no bunshitsu) M : 71 : La kermesse de l'école menacée 1 (ねらわれた文化祭①, Nerawareta bunkasai ichi) M : 72 : La kermesse de l'école menacée 2 (ねらわれた文化祭②, Nerawareta bunkasai ni) M : 73 : La kermesse de l'école menacée 3 (ねらわれた文化祭③, Nerawareta bunkasai san) M : 74 : La kermesse de l'école menacée 4 (ねらわれた文化祭④, Nerawareta bunkasai yon) M : 75 : La kermesse de l'école menacée 5 (ねらわれた文化祭⑤, Nerawareta bunkasai go) M : 76 : La kermesse de l'école menacée 6 (ねらわれた文化祭⑥, Nerawareta bunkasai roku) M : 77 : La kermesse de l'école menacée 7 (ねらわれた文化祭⑦, Nerawareta bunkasai nana) Bonus : Kokuha Kuzumi, 19 ans, 1m32, incroyablement forte, est la grande sœur de Taiga (九澄胡玖葉は19歳で身長132cmでメチャ2強くて九澄大賀のお姉ちゃん...の巻, Kizumi Kokuha wa 19-sai de shinchō 132 cm de mechamecha tsuyokute Kuzumi Taiga no onē-chan... no maki) |                  |                   |                   |                   |
| 9 | 4 juin 2008      | 978-4-08-874513-8 | 6 mai 2009        | 978-2-7595-0278-3 |
| Liste des chapitres : M : 78 : La kermesse de l'école menacée 8 (ねらわれた文化祭⑧, Nerawareta bunkasai hachi) M : 79 : La kermesse de l'école menacée 9 (ねらわれた文化祭⑨, Nerawareta bunkasai kyū) M : 80 : Lucy, portée disparue, 1re partie (消えたルーシー·前編, Kieta RŪSHĪ, zenpen) M : 81 : Lucy, portée disparue, 2e partie (消えたルーシー·後編, Kiera RŪSHĪ, kōhen) M : 82 : Gothic Lolita's Café de la 2nde C (1年C組ゴスロリ喫茶, Ichinen C-kumi GOSURORI kissa) M : 83 : Les examens de magie, 2e session 1 (魔法試験2nd①, Mahō shiken 2nd ichi) M : 84 : Les examens de magie, 2e session 2 (魔法試験2nd②, Mahō shiken 2nd ni) M : 85 : Les examens de magie, 2e session 3 (魔法試験2nd③, Mahō shiken 2nd san) M : 86 : Les examens de magie, 2e session 4 (魔法試験2nd④, Mahō shiken 2nd yon) M : 87 : Les examens de magie, 2e session 5 (魔法試験2nd⑤, Mahō shiken 2nd go) Bonus : Que c'est formidable, la magie ! (魔法はワンダフル...の巻, Mahō wa Wandafuru... no maki) |                  |                   |                   |                   |
| 10 | 4 août 2008      | 978-4-08-874554-1 | 8 juillet 2009    | 978-2-7595-0279-0 |
| Liste des chapitres : M : 88 : La Black Plate (黒いプレート, Kuroi PURĒTO) M : 89 : Premier niveau (レベル1, REBERU WAN) M : 90 : Un mur très élevé (高い壁, Takai kabe) M : 91 : Atteindre le sommet (遠いゴール, Tōi GŌRU) M : 92 : Premier niveau : 2e tentative (リベンジ·レベル1, REBENJI, REBERU WAN) M : 93 : La Black M zéro (新プレートはBM0, Shin PURĒTO wa BM0) M : 94 : Initiation à la magie (魔法デビュー!?, Mahō DEBYŪ!?) M : 95 : 10(+2) Pudding (10(+2)Pudding, jū(Purasu Ni)Purin) M : 96 : Intimité secrète (秘密の2人, Himitsu no futari) M : 97 : Adieu Seinagi 1 (さらば聖凪①, Saraba Seinagi ichi) M : 98 : Adieu Seinagi 2 (さらば聖凪②, Saraba Seinagi ni) M : 99 : Adieu Seinagi 3 (さらば聖凪③, Saraba Seinagi san) |                  |                   |                   |                   |